# Кнут II (король Швеции)
Кнут II Хольмгерссон Длинный (швед. Knut Holmgersson Långe till Sko, умер в 1234) — король Швеции (1229—1234).

## Биография
Вначале Кнут возглавлял регентский совет при малолетнем короле Эрике Шепелявом. В 1229 году он совершил государственный переворот, провозгласил себя королём и правил до самой смерти. Оба его сына были, по всей видимости, казнены ярлом Биргером во время восстаний против Фолькунгов.